# جون ألين (عسكري أمريكي)
جون ألين (بالإنجليزية: John Eliot)‏ هو عسكري أمريكي، ولد في 2 يونيو 1742 في Port Eliot ‏ في المملكة المتحدة، وتوفي في 2 مايو 1769 في بينساكولا في الولايات المتحدة.